# فالديوليا
بلدية فالديوليا (بالإسبانية: Valdeolea)‏، هي إحدى بلديات منطقة كانتابريا, المصنفة على أنها مقاطعة أيضاً، في شمال إسبانيا.
يبلغ عدد سكانها 1.433 نسمة وفقاً لإحصائية سنة (2002).